# Rocco Torrebruno
Rocco Torrebruno, noto con gli pseudonimi Walter Torrebruno e Torrebruno (Torino di Sangro, 6 marzo 1933 – Madrid, 12 giugno 1998), è stato un cantante italiano, conosciuto dalla fine degli anni cinquanta ai primi anni sessanta.

## Biografia
Ha iniziato la carriera nel 1954 e ha lavorato soprattutto all'estero, in Tunisia, Francia e in Spagna.
Nel 1958 ha inciso una versione del celebre brano Tequila, con il testo in italiano scritto da Aldo Locatelli.
Ha partecipato al Festival di Sanremo 1962 con Pesca tu che pesco anch'io.

## Discografia parziale

### EP
- 1959: Buenas noches mi amor/La pioggia cadrà/Daiana/Tequila (CGD, E6055)
- 1959: Se tu vai a Rio/Potessi rivivere la vita/Addio Maria/Chi è? (CGD, E6071)

### Singoli
- 1958: Giulietta e Romeo/Sincerità (CGD, ND 9047)
- 1958: Mandulino d''o Texas/Vurria (CGD, ND 9049)
- 1958: Nun fa' cchiù 'a francese/Turna a vuca' (CGD, N 9050)
- 1958: La pioggia cadrà/Buenas noches mi amor (CGD, N 9062)
- 1958: Tequila/Buenas noches mi amor (CGD, N 9078)
- 1959: Chi è?/Addio Maria (CGD, N 9105)
- 1959: A Tahiti/Patricia (CGD, N 9106)
- 1959: Potessi rivivere la vita/Se tu vai a Rio (CGD, N 9124)
- 1960: Resistimi/Good-bye my love (CGD, N 9171)
- 1960: Hallo campione/Tornerò tornerò tornerò (Luxus, SAM 4001)
- 1960: Kitty/So Allein , Schone Frau, So Allein? (Luxus, SAM 4003)
- 1961: Ciao ciao mio amore/Il cielo, la luna e tu (Luxus, SAM 4005)
- 1961: Kitty/Cinzia (Luxus, SAM 4006)
- 1961: Pazzo/Lettera a Pinocchio (Luxus, SAM 4007)
- 1961: Viento/Kitty (Luxus, SAM 4033)
- 1961: Vola vola Gagarin/Gelosia (Luxus, SAM 4034)
- 1962: Pesca tu che pesco anch'io/Gondolì gondolà (Acquario, AN 303)
- 1964: Madrid/Domani sera (Jaguar, JG 70012)